# Cornufer macrosceles
Cornufer macrosceles es una especie de anfibio anuro de la familia Ceratobatrachidae.

## Distribución geográfica
Es endémica de Nueva Bretaña (Papúa Nueva Guinea)